# Piero Maric
Piero Marić (Croazia, 8 gennaio 1996) è un taekwondoka croato.

## Palmarès
- Europei

Kazan 2018: bronzo nei 74 kg.